# Pumpspeicherkraftwerk Herdecke
Das Pumpspeicherkraftwerk Herdecke ist die Nachfolgeanlage des Pumpspeicherkraftwerks Koepchenwerk und im Eigentum der RWE. Es befindet sich am Hengsteysee in der Stadt Herdecke in Nordrhein-Westfalen und ist das größte Pumpspeicherkraftwerk des Bundeslandes.

## Geschichte

### Bau
Vorläufer des Pumpspeicherkraftwerks Herdecke ist das in den Jahren 1927 bis 1930 errichtete Koepchenwerk. Im Dezember 1980 riss im Koepchenwerk das Gehäuse einer der Pumpen, Untersuchungen zeigten die unmittelbare Gefahr ähnlicher Schäden an zwei weiteren Pumpen. Das RWE entschied daher 1981, am gleichen Standort ein neues Pumpspeicherkraftwerk zu bauen und das alte Werk stillzulegen.
In den Jahren 1985 bis 1989 wurde direkt angrenzend ans alte Werk am Seeufer das moderne Kraftwerk gebaut. Dieses nutzt weiterhin das gleiche Prinzip. Auffälligster Unterschied ist, abgesehen vom neuen Kraftwerksgebäude, dass die Druckrohre nun unterirdisch verlaufen und nicht mehr sichtbar sind.
Im Jahr 2007 investierte der Eigner RWE 25 Millionen Euro in die Modernisierung des Kraftwerks in Herdecke. Die Arbeiten dauerten von Mai bis September 2007.
Nach einer Revision ging das Kraftwerk im Oktober 2022 wieder an das Netz. Dabei wurden Kugelschieber, Turbine und Motorgenerator aufwändig generalüberholt.

## Technik
Die in den 1980er Jahren gebaute Kraftwerksanlage dient der Abdeckung von Spitzenlast. Während Zeiten mit geringerem Strombedarf (überwiegend nachts) wird Wasser aus dem Stausee in das gut 160 m höher auf einem Berg gelegene Speicherbecken gepumpt. Während Zeiten mit erhöhtem Strombedarf (überwiegend tagsüber) strömt das Wasser dann durch Rohrleitungen und eine große reversible Francis-Pumpturbine in den See zurück. Dadurch können heute bis zu 162 MW (vormals 153 MW) elektrische Leistung bis zu vier Stunden lang produziert werden. Innerhalb von 70 Sekunden kann die Turbine von Stillstand auf Volllast gefahren werden. Die Turbine selbst befindet sich 42 m unterhalb des Wasserspiegels des Sees in einem Schacht.
Der große Höhenunterschied ergibt sich aus der Notwendigkeit, im Pumpbetrieb jegliche Kavitationsgefahr auszuschließen. Die Welle von Turbine und Generator ist senkrecht angeordnet, der Läufer des Generators wiegt über 300 Tonnen. Die Verbindung zum Oberwasser wird durch einen in den Felsen gesprengten 396 m langen Stollen bereitgestellt, durch den eine einzelne Rohrleitung der Nennweite DN 4750 führt. Am Einlauf zur Pumpturbine befindet sich ein Kugelhahn der Nennweite DN 3300, der zur Zeit seiner Herstellung der größte seiner Art weltweit war. Die Armatur kann mit Hydraulikzylindern innerhalb von 32 Sekunden geschlossen werden.
Das Anfahren der gesamten Anlage in den Pumpbetrieb wird über einen Frequenzumrichter mit 20 MW Leistung ermöglicht. Dieser Frequenzumrichter ist mit Stand 2017 der größte in Europa.
Das der Bergkuppe angepasste Speicherbecken hat bei einer Länge von ca. 600 m und einer Breite von ca. 250 m gut 1,5 Mio. m³ Fassungsvermögen. Die Betonoberflächen im und am Speicherbecken wurden 2007 saniert.
| Inhalt des Oberbeckens:                    | 1.600.000 m³               |
| Nutzbarer Inhalt:                          | 1.533.000 m³               |
| Fallhöhe:                                  | 165,2 m bis 145,5 m        |
| Ausbaudurchfluss im Pumpbetrieb:           | 101,7 m³/s                 |
| Ausbaudurchfluss im Turbinenbetrieb:       | 110 m³/s                   |
| Leistung im Pumpbetrieb:                   | 153.59 MW                  |
| Leistung im Turbinenbetrieb:               | 162 MW                     |
| Arbeitsinhalt des Oberbeckens:             | 649.000 kWh                |
| Elektrisch nutzbarer Arbeitsinhalt:        | 590.000 kWh                |
| max. Pumpspeicher-Wirkungsgrad:            | 80 %                       |
| Drehzahl von Generator, Pumpe und Turbine: | 250 Umdrehungen pro Minute |

### Netzanbindung
Das Kraftwerk war über eine 4,8 km lange Freileitung mit der Schaltanlage Garenfeld verbunden. Der Netzanschluss erfolgte auf der 220-kV-Höchstspannungsebene in das Übertragungsnetz von Amprion. Die Freileitung mit 17 Strommasten überspannte den Hengsteysee und verlief am südlichen Seeufer zur Umspannanlage.
Im Rahmen des Neubaus der Höchstspannungsleitung Kruckel–Dauersberg wurde auch die Anbindungsleitung zum Pumpspeicherkraftwerk bis 2022 erneuert. Die Anbindung ist nun über ca. sechs Kilometer auf den Masten der neuen Höchstspannungsleitung zur Umspannanlage Kruckel ausgeführt. Anschließend wurde die 1927 erbaute 220-kV-Freileitung entbehrlich und zurückgebaut.
Im Juni 2021 tauschte Amprion den Transformator aus. Nach Umbau der Freileitungen speist das Pumpspeicherkraftwerk Herdecke nun ins 110-kV-Hochspannungsnetz der Westnetz ein.

### Batteriespeicher
Auf dem Gelände des Pumpspeicherkraftwerks befindet sich ein Batterie-Speicherkraftwerk. Der Speicher besteht aus 60 Batteriemodulen, bei denen gebrauchte Lithium-Ionen-Batterien aus Elektroautos von Audi zum Einsatz kommen. Der Speicher hat 4,5 Megawattstunden Speicherkapazität.

## Ökologie

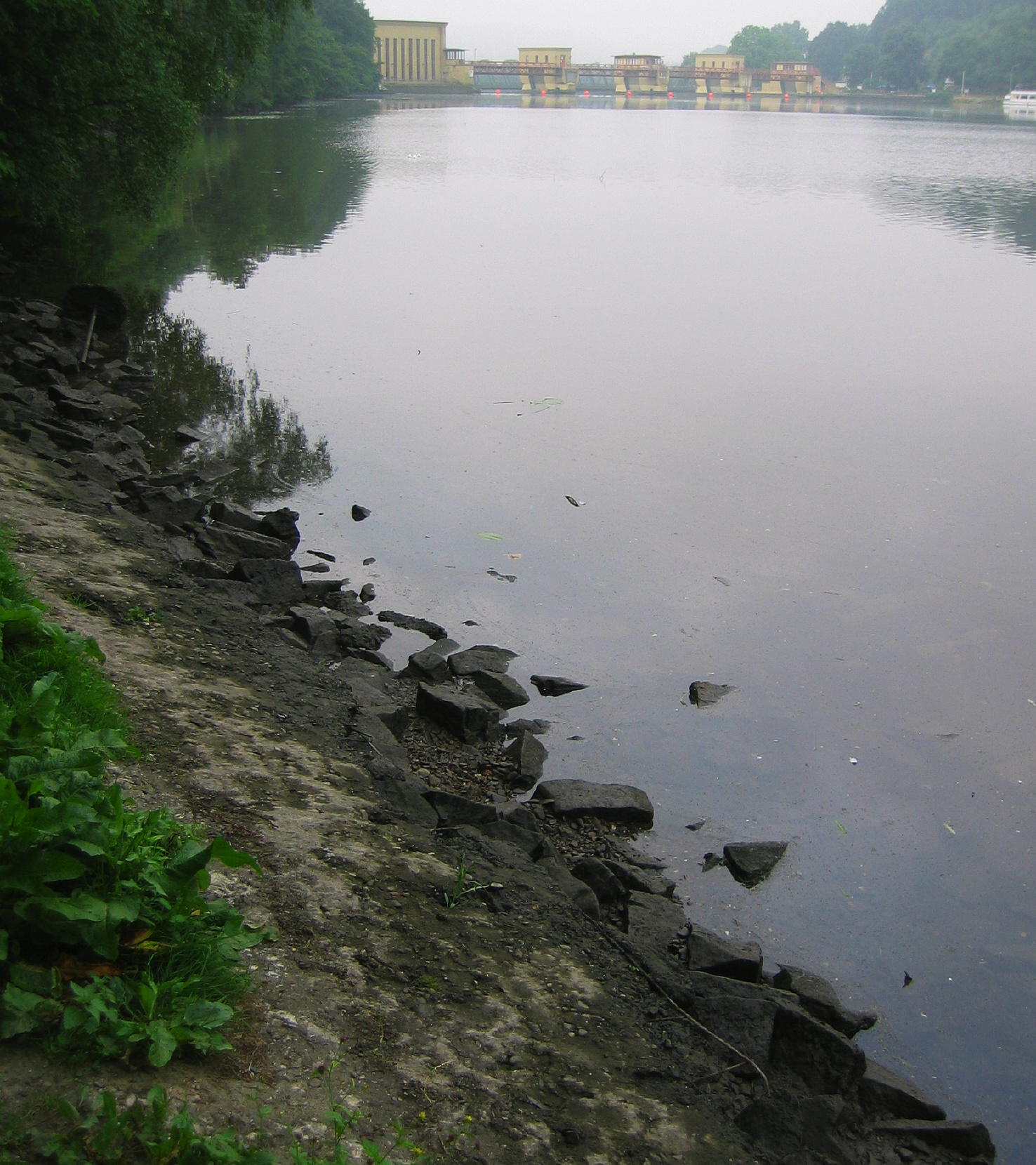
Früh morgens ist am Ufer des Hengsteysees dessen tägliche Wasserstandsschwankung erkennbar.

Durch den täglichen Pumpspeicherbetrieb kann der Wasserspiegel des als Unterbecken dienenden Hengsteysees innerhalb kurzer Zeit um 70 cm schwanken (zwischen +95,6 m ü. NN und +96,3 m ü. NN). Dies hat erhebliche Folgen für die Seeökologie. Der Uferbewuchs ist entsprechend reduziert und viele, üblicherweise am Ufer brütende Vögel können dies nur sehr erschwert oder nur mit künstlichen Hilfen tun. Daneben werden kleinere Lebewesen (auch Fische) trotz Siebvorrichtungen vom Sog der Pumpen erfasst und überleben die Kraftwerksvorgänge, insbesondere die hohen Drücke in den Rohren, nicht.

## Betriebsgruppe Herdecke
Etwa einen Kilometer flussabwärts befindet sich am Ende des Hengsteysees ein weiteres Kraftwerk, das Laufwasserkraftwerk Hengstey.

## Richtfunkturm der RWE
Zur Anlage gehört auch ein 79 m hoher, als Stahlbetonkonstruktion ausgeführter Richtfunkturm in der Nähe des Oberbeckens.